# 阿克苏 (莫斯科区)
阿克苏是吉尔吉斯斯坦楚河州莫斯科区下辖的一个村。根据2009年吉尔吉斯斯坦人口普查，该村人口为8281人。